# Swinthila
Swinthila (en gotique 𐍃𐍅𐌹𐌽𐌸𐌹𐌻𐌰/Swinþila, en espagnol Suintila) est un roi Wisigoth d'Hispanie et de Septimanie de 621 à 631.

## Biographie

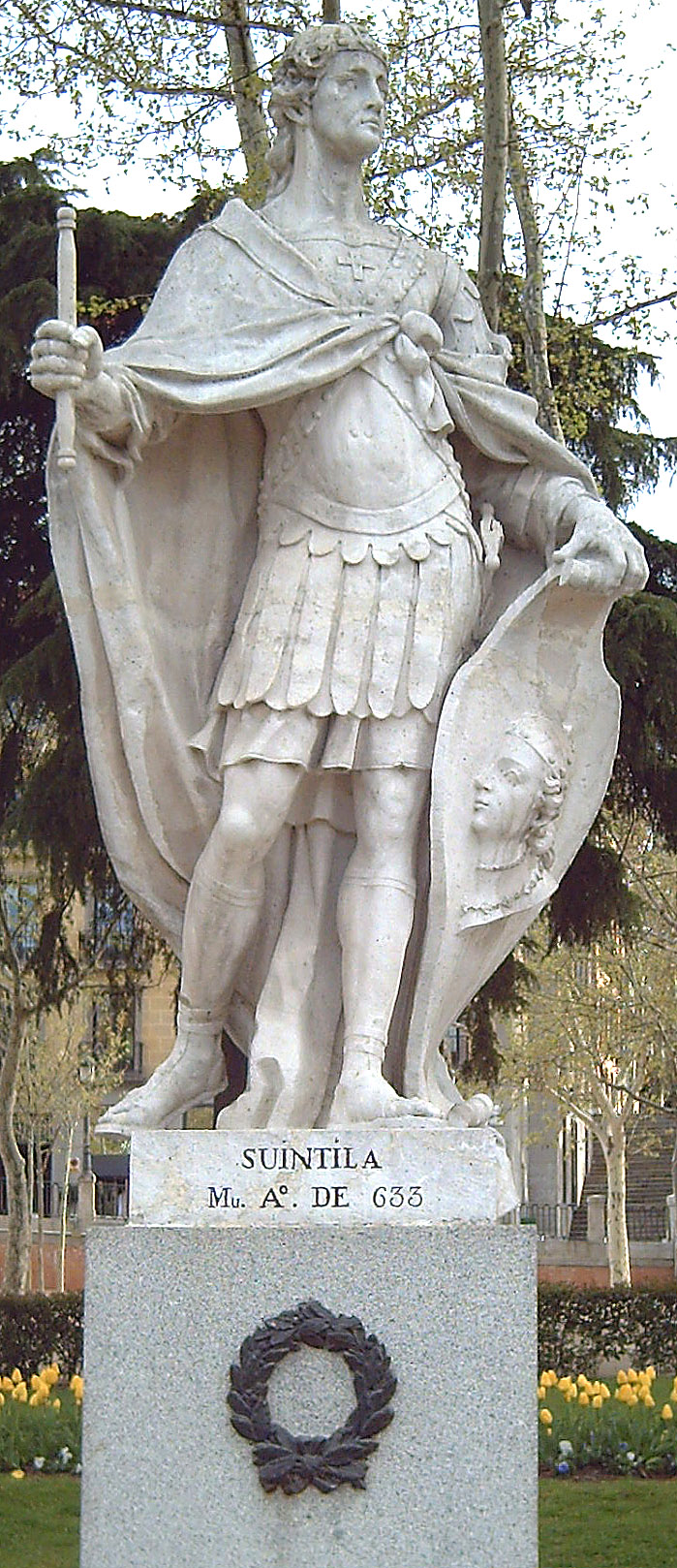
Statue de Swinthila à Madrid (Jesús Bustos, 1750–1753).

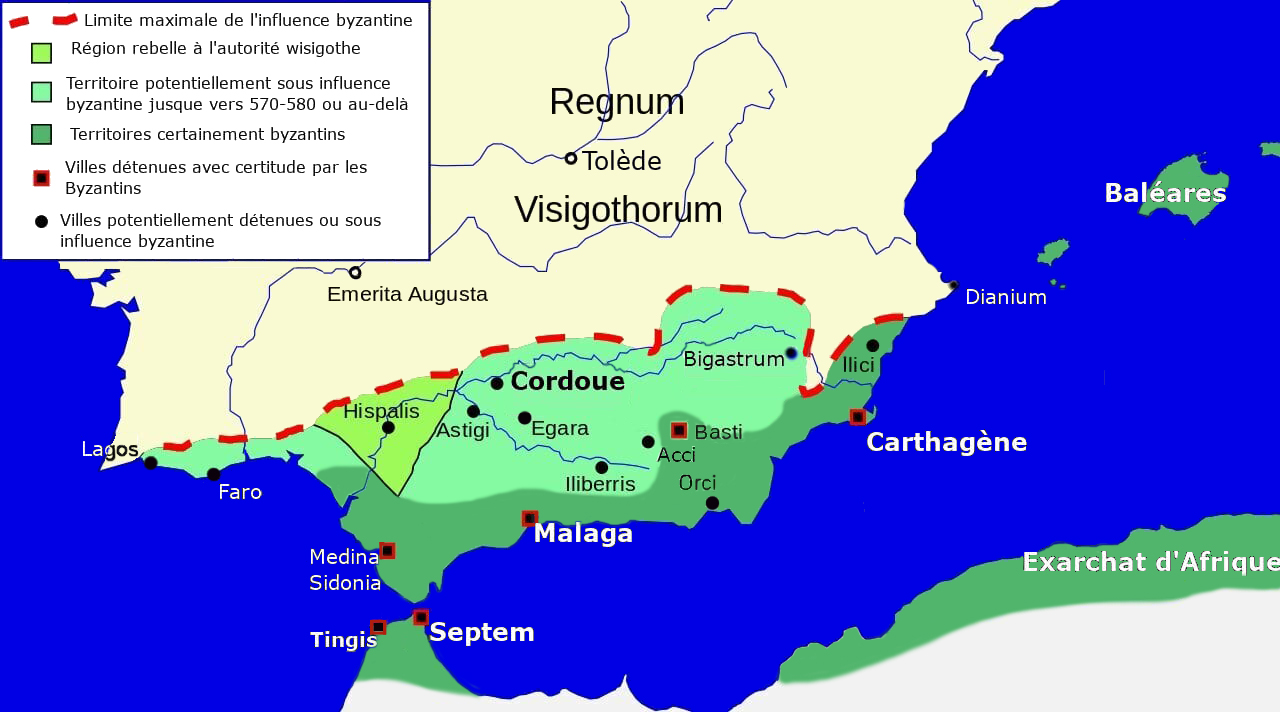
L'Espagne Byzantine.

Né vers 590, Swinthila serait le fils du roi wisigoth Récarède (586–601), premier monarque chrétien nicéen d'Espagne, et de la princesse franque Clodoswinthe d'Austrasie, fille de la reine d'origine wisigothe Brunehilde. Selon la chronique du pseudo-Maxime, un faux du XVIe siècle où se trouvent peut-être selon Paul Goubert quelques fragments de chroniques aujourd'hui disparues, sa mère ne serait pas Chlodoswinthe mais une noble wisigothe prénommée Badda, que Récarède avait épousé au plus tard en 589.
Dans sa jeunesse, il sert le roi Sisebut (612–621) en tant que général et s'illustre notamment contre les Romains d'Orient qui dominaient alors le sud-est de l'Hispanie, et les montagnards du nord de la péninsule Ibérique. Il occupe également la fonction de duc.
En 621, le jeune roi Récarède II, fils et successeur du roi Sisebut, meurt dans des conditions mystérieuses après seulement trois mois de règne, ce qui permet à Swinthila de se faire élire roi des Wisigoths. L'historien Bernard Bachrach prétend que Swinthila aurait assassiné l'enfant-roi, et que les Juifs l'auraient soutenu car Sisebut et sa famille les avaient persécutés,. Sous son règne, les Juifs du royaume qui avaient été convertis de force sous le roi Sisebut retournèrent au judaïsme.
«  L'an 659, la dixième année du règne d'Héraclius, le très glorieux Swinthila prit par la grâce de Dieu le sceptre du royaume. Sous le roi Sisebut, il avait rempli les fonctions de duc et s'était emparé de camps romains. Il avait, également, vaincu les Ruccones (en). Lorsqu'il fut élevé au faîte du pouvoir royal, il acquit le reste des villes que l'armée romaine possédait encore en Espagne. Plus que tous les autres rois, il jouit de la gloire du triomphe et d'une félicité admirable, car, ce qui n'était encore arrivé à aucun des princes, il réalisa entre ses mains, pour la première fois, l'unité de la monarchie. »
— Isidore de Séville, Historia Gothorum.
Militairement, il combat énergiquement les Vascons dans le nord de la péninsule et fonde la forteresse d'Olite (Oligicus) pour lutter contre leurs incursions dans la vallée de l'Èbre. Mais il combat surtout les Byzantins installés dans le sud-est depuis les campagnes de Bélisaire, cherchant à les expulser de la péninsule. En 622, il prend et détruit Carthagène, capitale de l'Espagne romaine, puis étend sa domination jusqu'à Cadix et Valence. En 624, l'Algarve tombe aux mains des Wisigoths et les troupes romaines d'Orient sont définitivement chassées d'Espagne. Les Byzantins se replient en Afrique dans la forteresse de Septem (l'actuelle Ceuta), ne conservant que les Baléares : pour la première fois, un roi wisigoth règne sur toute la péninsule Ibérique.
Cependant, malgré ses succès militaires, Swinthila provoque le mécontentement des nobles wisigoths à cause de sa sévérité mais également celui de l'Église nicéenne à laquelle il confisque de nombreux biens. De plus, il cherche à imposer sa dynastie en associant au trône son jeune fils Ricimer, un enfant.
Il est finalement chassé du pouvoir par une conjuration menée par un noble prétendant au trône, Sisenand, gouverneur ou duc de la Gothie (Septimanie) soutenu par une partie de la noblesse mais également par Dagobert, roi des Francs, qui lui apporte une aide militaire. Selon la chronique de Frédégaire « comme Swinthila était très sévère, et haï de tous les grands de son royaume, Sisenand, l'un d'eux, et de l'avis des autres, alla trouver Dagobert pour en obtenir une armée, afin de détrôner Swinthila. En récompense, il promit de donner à Dagobert un superbe missorium en or, appartenant au trésor des Wisigoths, qui avait été donné au roi Thorismond par le patrice Aetius, et qui pesait cinq cents livres d'or ». Swinthila est rapidement abandonné par ses troupes et par son propre frère Geila qui rejoignent les rangs des rebelles. Sisenand est proclamé roi par ses soldats à Saragosse (631) et s'empare de Tolède, capitale wisigothe. Après une période de troubles dans le royaume et l'élimination du rebelle Iudila qui contrôlait une partie du royaume, son pouvoir est officiellement reconnu en 633 lors du IVe concile de Tolède (qui qualifie Swinthila de criminel et lui reproche son iniquité et son enrichissement aux dépens des pauvres), marquant ainsi le début de la monarchie élective, un tournant pour l'Espagne : les rois wisigoths seront désormais élus par une assemblée de nobles mais également par des représentants de l'Église, et seront contrôlés par cette dernière. Swinthila est la même année jugé pour ses crimes, excommunié et dépossédé de ses biens. Il serait mort deux années plus tard (635) à Tolède, où il avait la permission de résider.
Selon la chronique des rois wisigoths (Chronica regum Wisigotthorum), Suinthila régna 10 ans.
La couronne de Swinthila a été dérobée dans la nuit du 4 avril 1921 de l'armurerie du Palais royal de Madrid, et n'a jamais pu être retrouvée. Cette couronne votive faisait partie du trésor de Guarrazar.

## Hommages
En Espagne, plusieurs rues portent son nom (Calle Suintila), notamment à Madrid et à Carthagène.
Une statue représentant Swinthila, sculptée en pierre blanche par Jesús Bustos entre 1750 et 1753, est située sur la Place de l'Orient à Madrid.

#### Sources primaires
- Isidore de Séville, Histoire des Goths, 62-65.
- Chronique de Frédégaire (lire en ligne).
- Luc de Tuy, Chronicon mundi.
- Rodrigo Jiménez de Rada, De rebus Hispaniae.

#### Sources modernes
- Henri Leclercq, L'Espagne chrétienne, Paris, V. Lecoffre, 1906.
- (en) Edward A. Thompson, The Goths in Spain, Oxford, Clarendon Press, 1969.
- (en) Roger Collins, Visigothic Spain, 409–711, Oxford, Blackwell Publishing, 2004.
- Jules Tailhan, Anonyme de Cordoue. Chronique rimée des derniers rois de Tolède et de la conquête d'Espagne par les Arabes, éd. et annotée par Jules Tailhan, Paris, 1885 (lire en ligne).